# Тихая (приток Дона)
Ти́хая — река в Ростовской области России, правый приток Дона. Длина 76 км. Площадь бассейна составляет 1370 км².

## Название
От названия реки получили своё название следующие объекты: село Тихая Журавка (первая часть названия), хутор Нижнетиховский.

## Течение
Река берёт начало на северном склоне Донской гряды, у трассы М4 «Дон», к северу от хутора Нагибина Чертковского района Ростовской области. Вначале течёт на восток. Ниже хутора Верхняковского поворачивает на востоко-юго-восток. Затем ниже хутора Меловатского поворачивает на востоко-северо-восток. Перед устьем разбивается на несколько рукавов. Впадает в реку Дон с правой стороны, в 888 км от её устья, к востоко-северо-востоку от хутора Нижнетиховского Верхнедонского района Ростовской области.
Река протекает по территории Чертковского и Верхнедонского районов Ростовской области.

## История
Река упоминается в «Глава III. Воды» Статистического описания земли Донских Казаков, составленного в 1822—1832 годах: «а) Собственно в Дон впадающие суть: С правой стороны: 13) Тихая».

## Бассейн
- Тихая
  - б. Сухая Андреевская (Сухая) — (лв)
  - б. Каменный Лог (Каменная) — (лв)
  - б. Калмыкова (Калмыковская) — (лв)
  - б. Мрыховская — (лв)

## Населённые пункты
- с. Тихая Журавка
- х. Верхняковский
- х. Павловский
- х. Назаровский
- станица Мешковская
- х. Меловатский
- х. Бирюковский
- х. Батальщиковский
- х. Громчанский
- х. Мещеряковский
- х. Нижнетиховский